# ریموندو د مادرازو ی گارتا
ریموندو د مادرازو ی گارتا (۲۴ ژوئیه ۱۸۴۱ - ۱۵ سپتامبر ۱۹۲۰) نقاش اسپانیایی از خانوادهٔ هنرمند مادرازو می‌باشد که در سبک واقع‌گرا مشغول به کار بود. با اینکه آخرین آثار وی دارای نشانه‌هایی از تاثیر هنر روکوکو و ژاپنی است. او در درجه اول برای پرتره‌هایش شناخته می‌شود. پدربزرگ وی خوزه د مادرازو، پدر وی نقاش پرتره فدریکو د مادرازو و برادر وی ریکاردو د مادرازو می‌باشد.

## آثار برگزیده

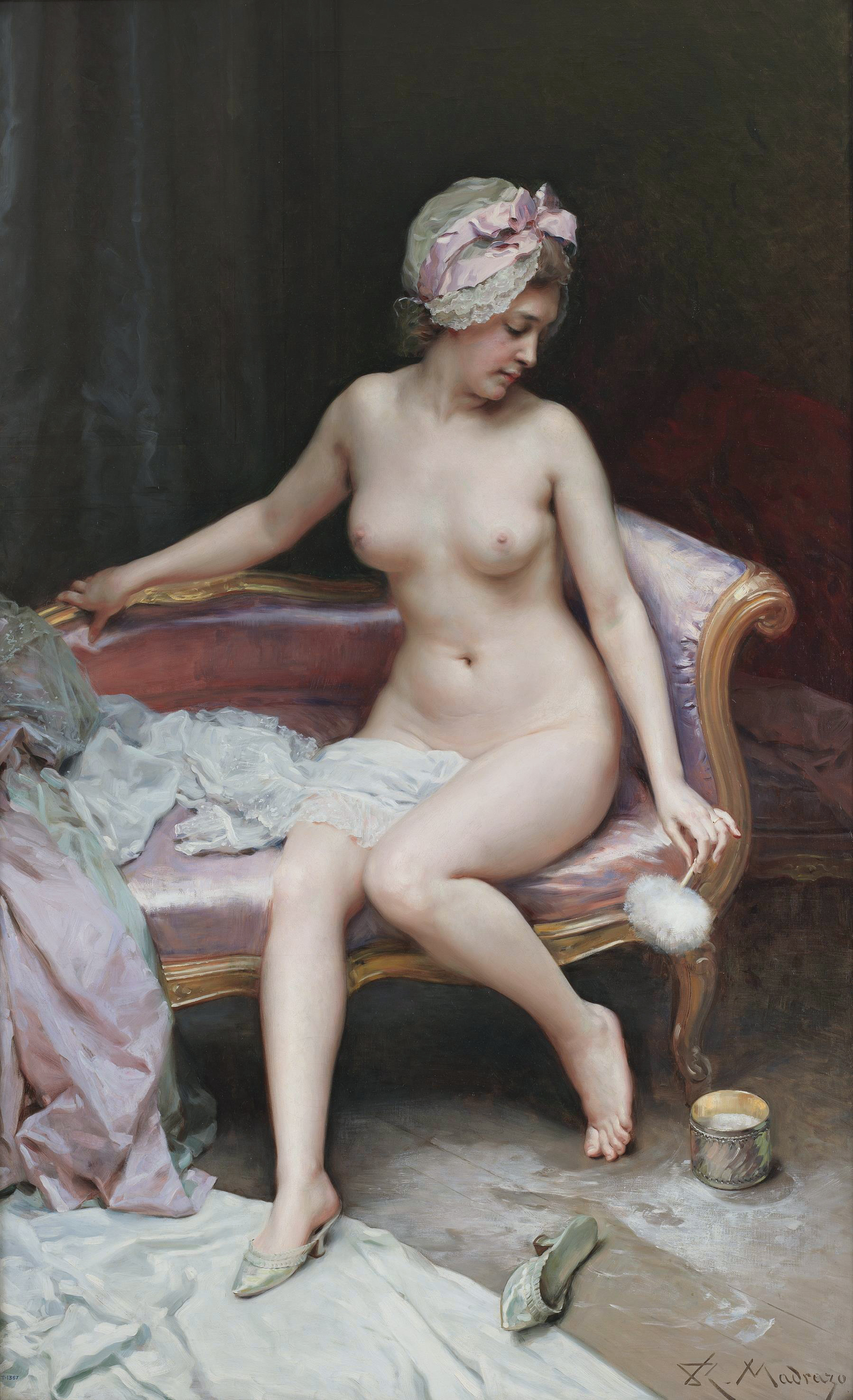
بعدِ حمام، ۱۸۹۵
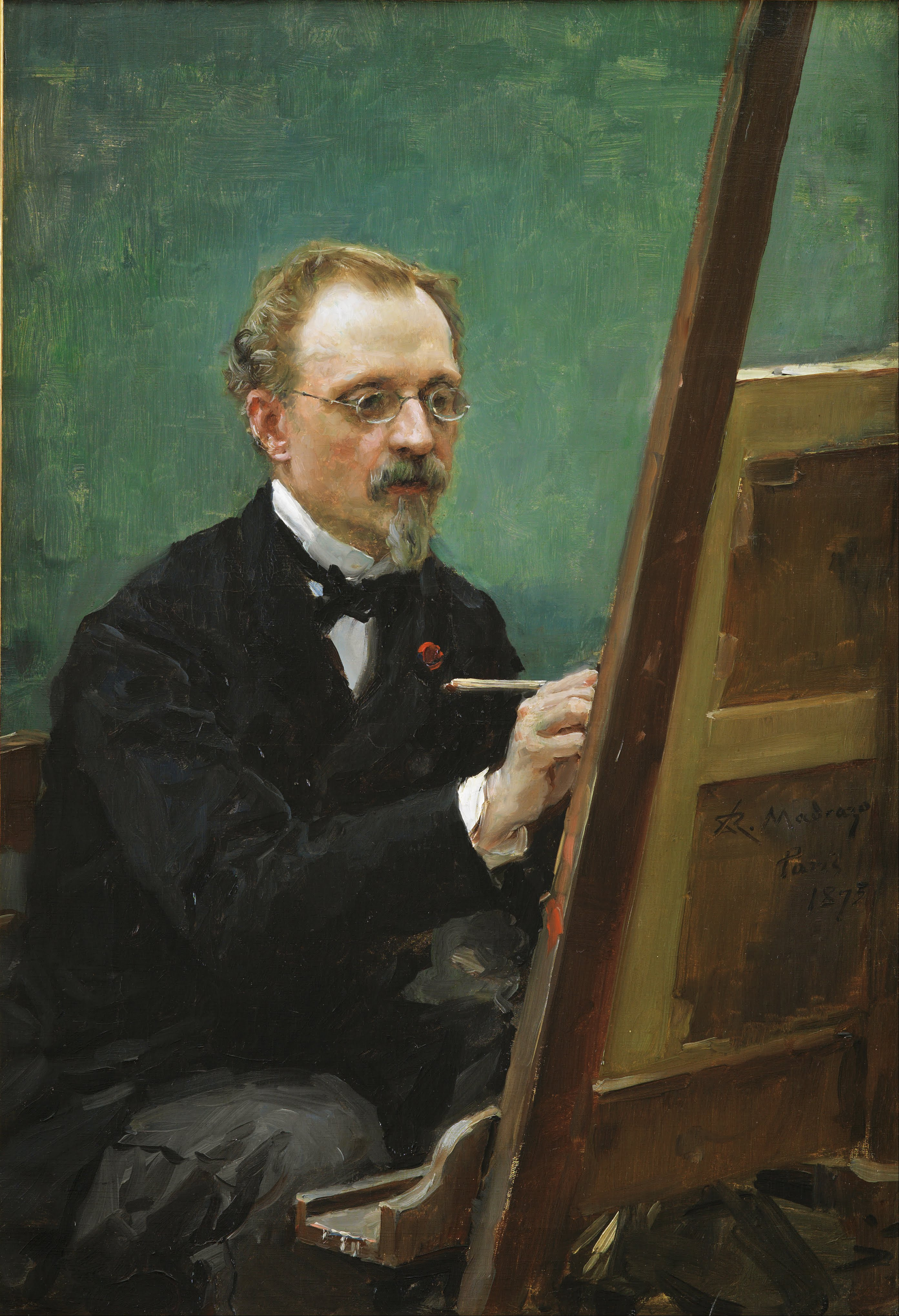
پرتره‌ی فدریکو د مادرازو، ۱۸۷۵
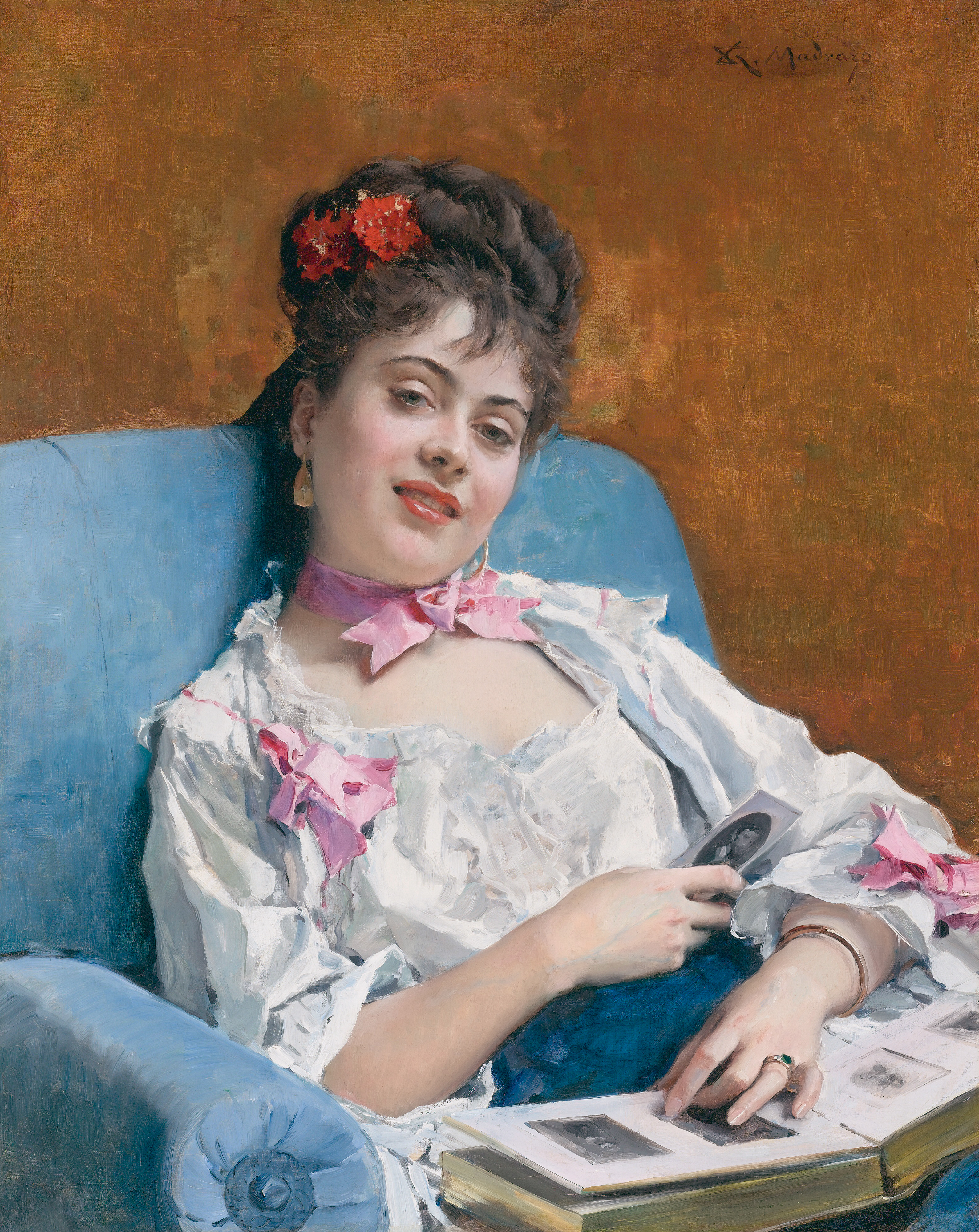
خاطراتِ خوشی
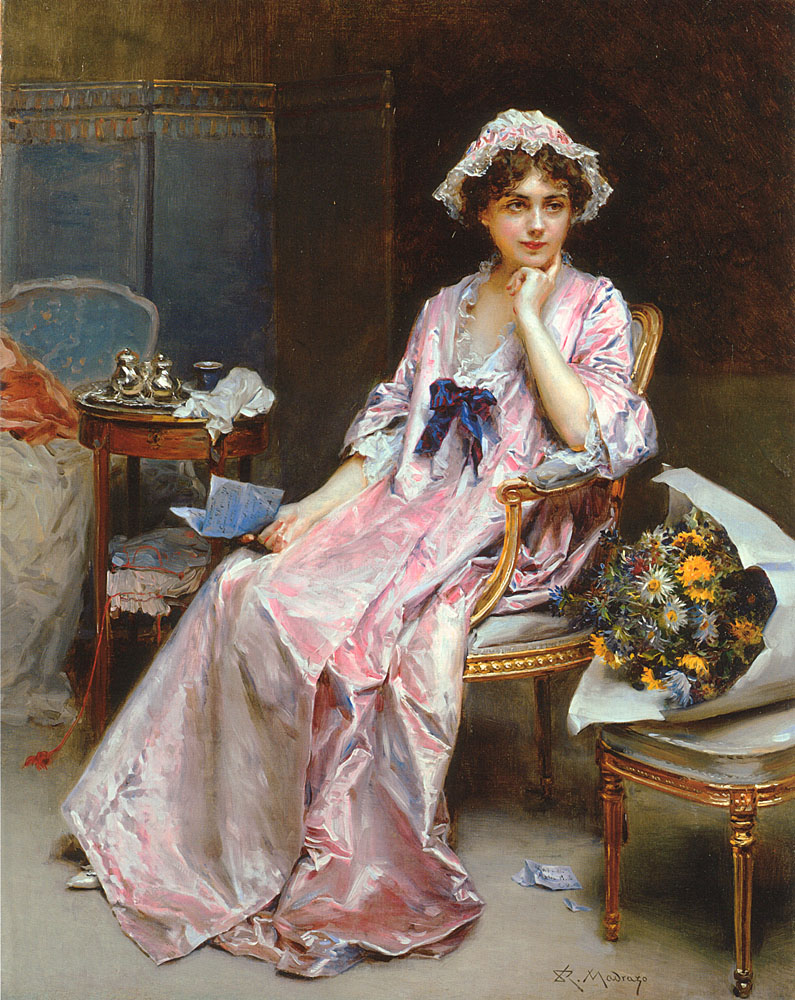
دلبرِ بی‌میل
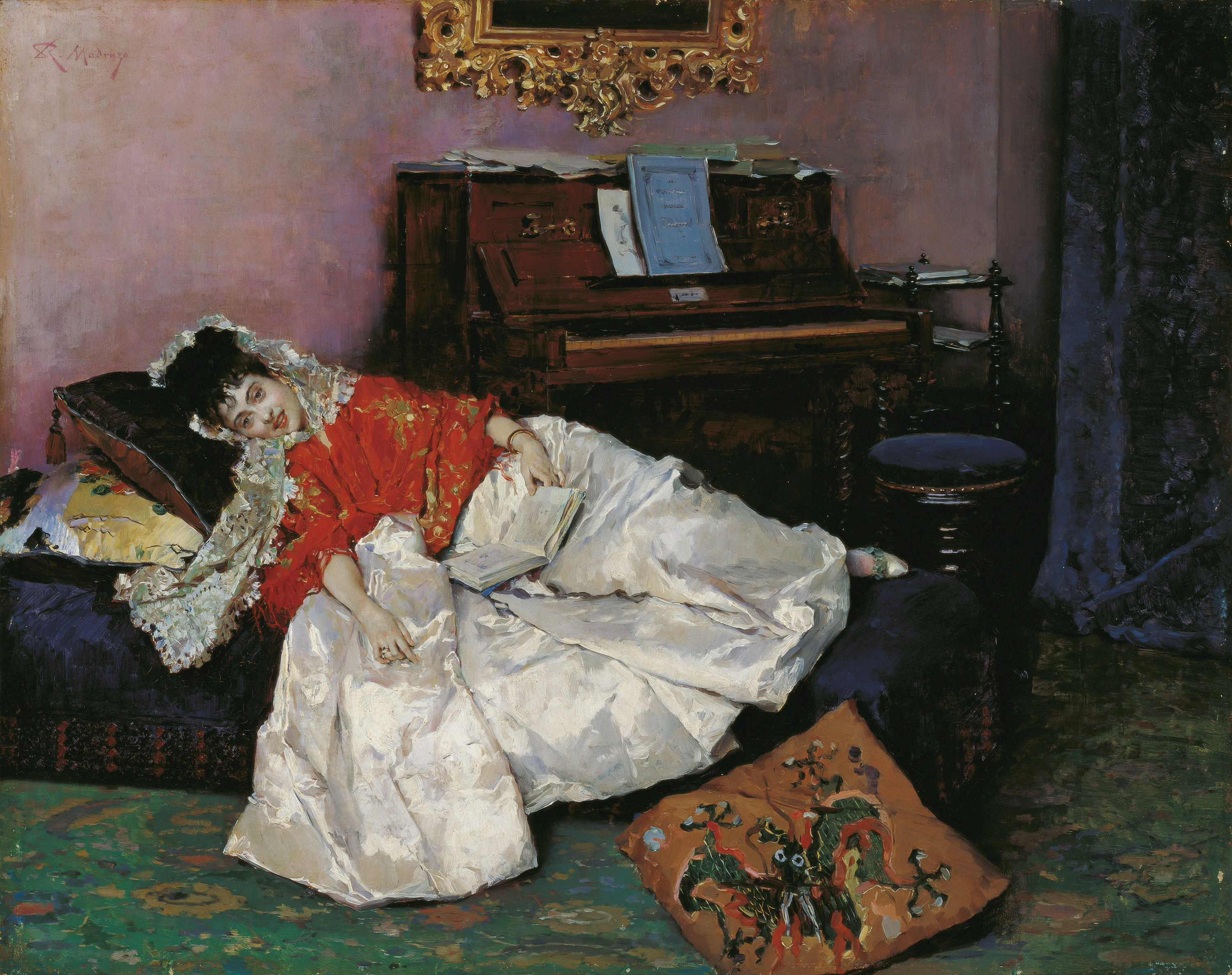
مطالعه
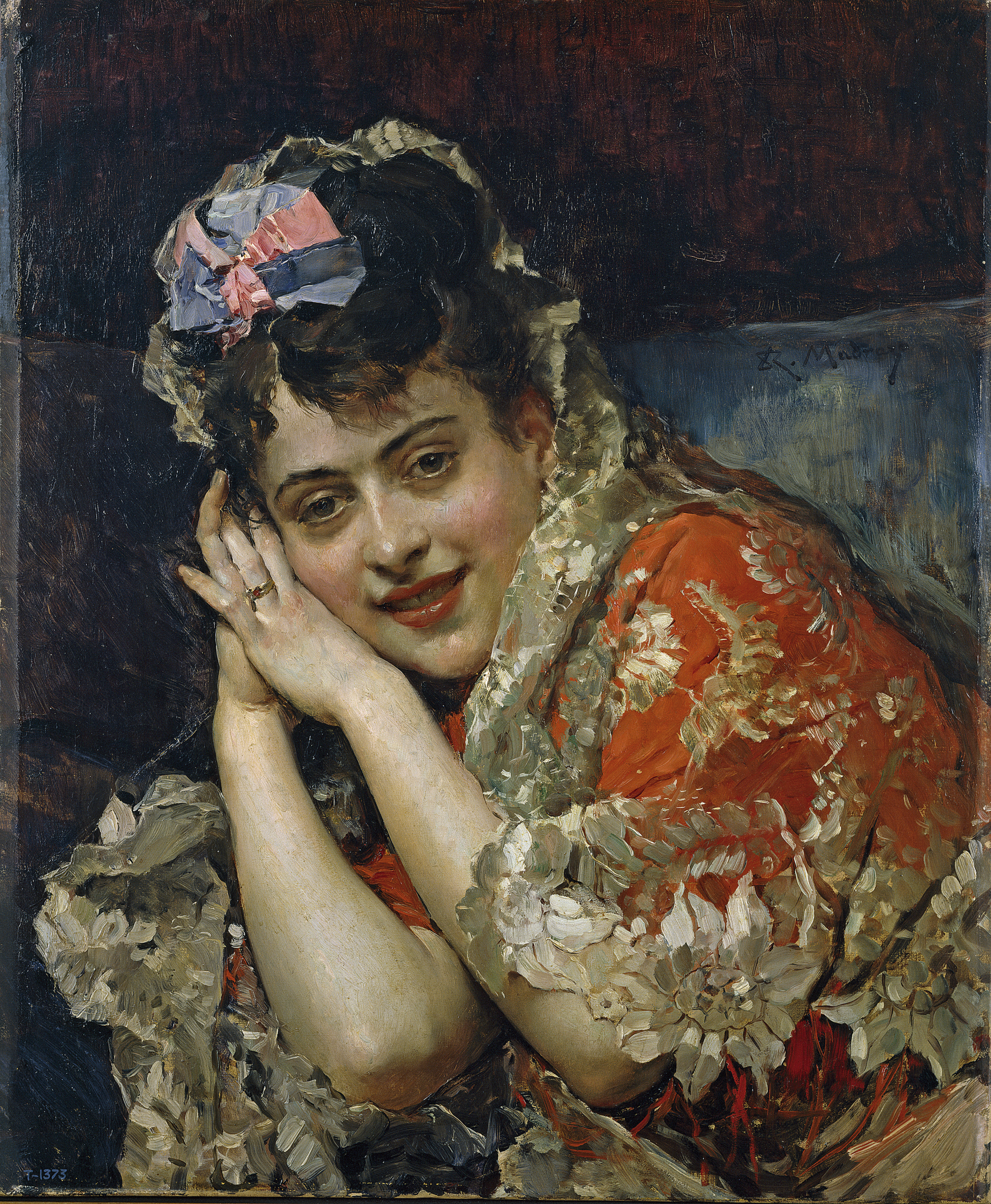
پرتره‌ی آلین ماسون ۱۸۷۵ م.
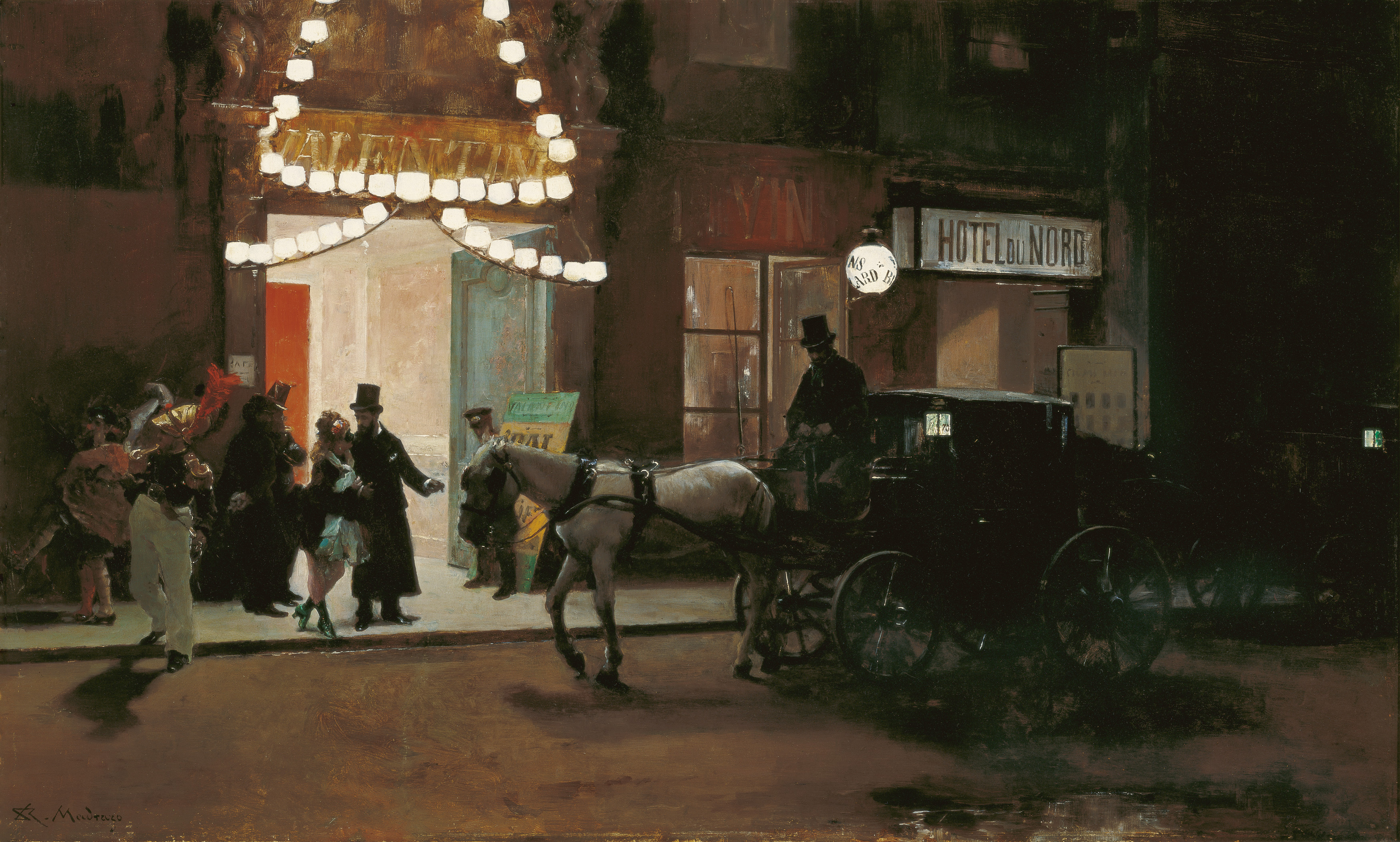
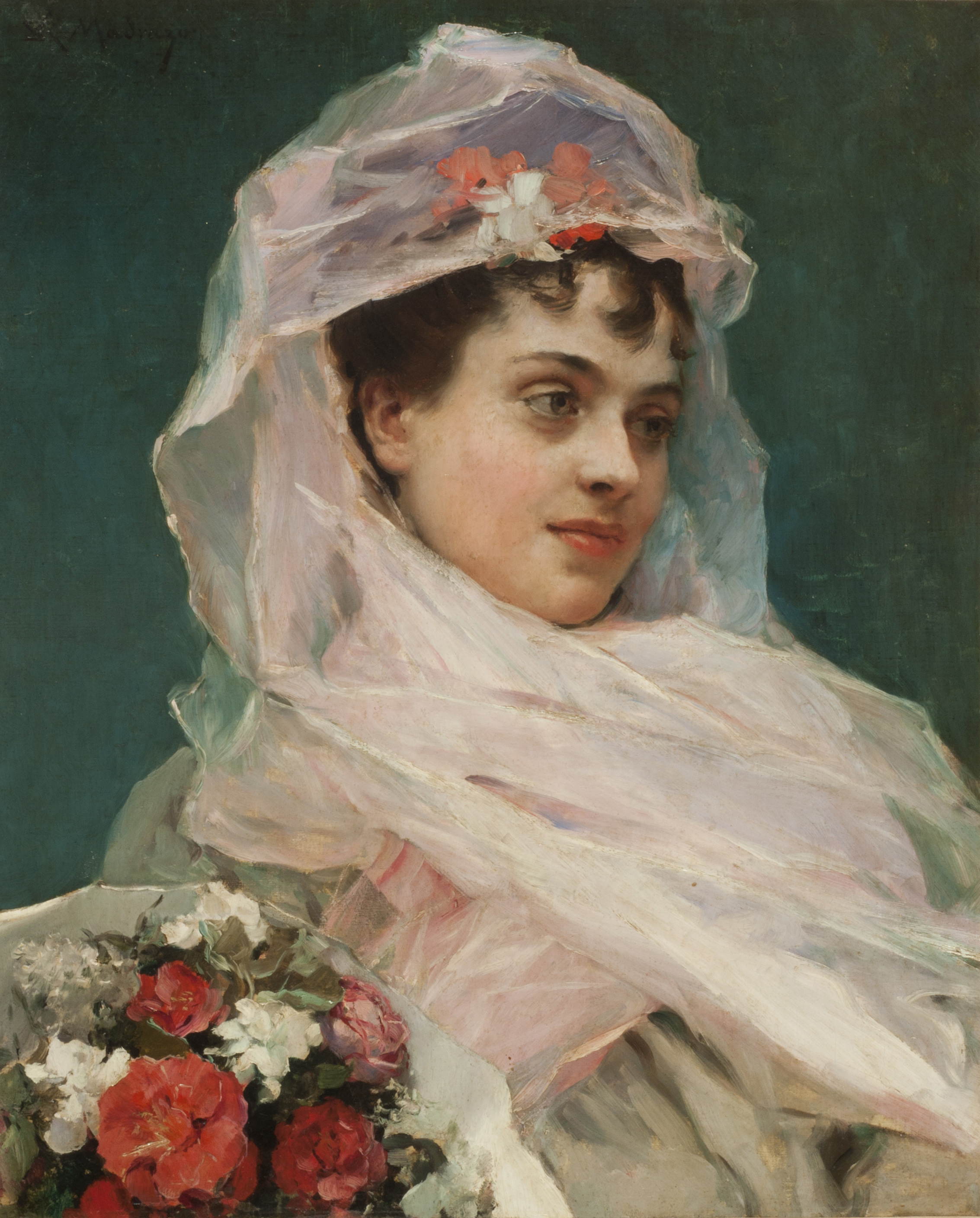
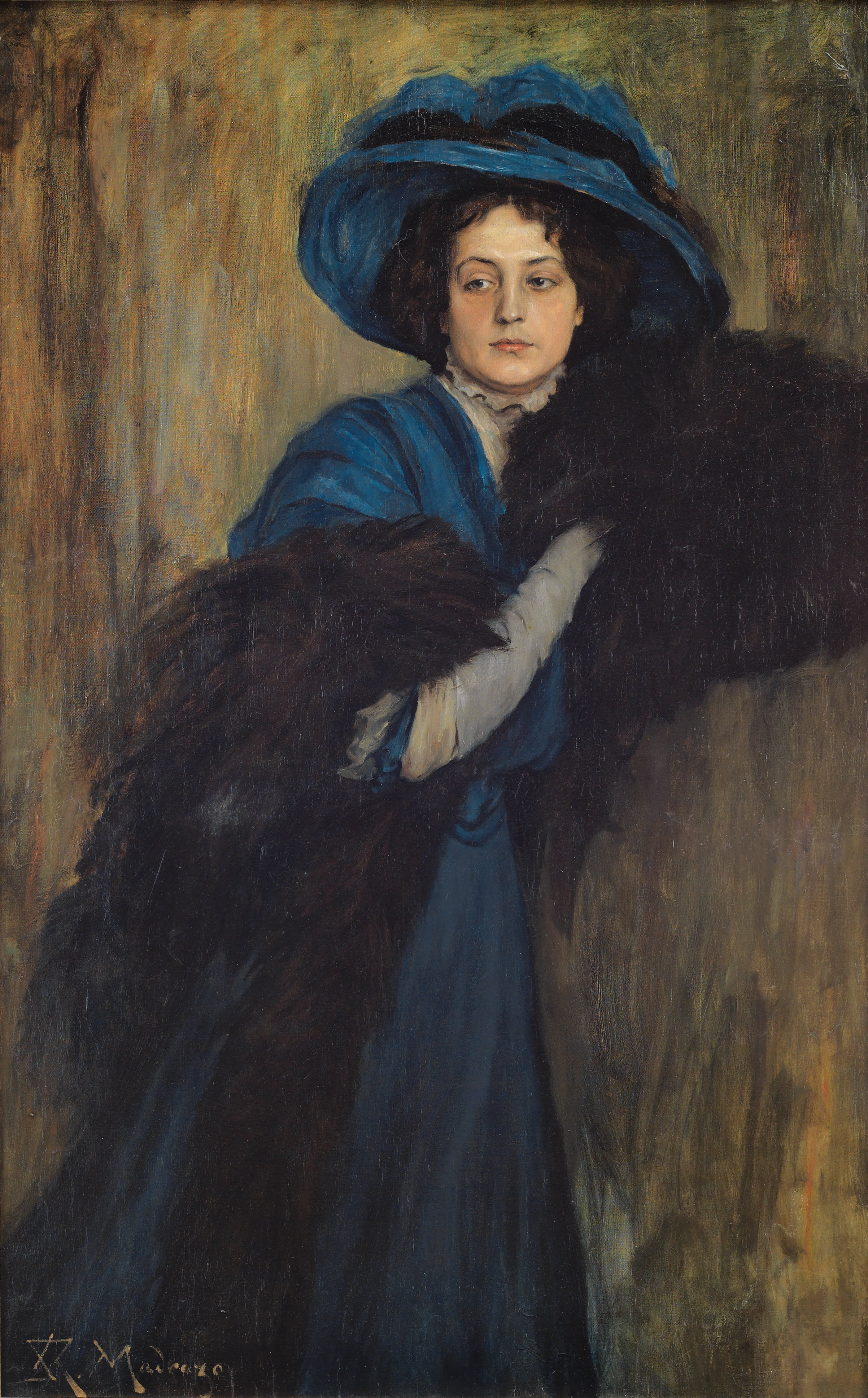
بانویی در لباس آبی
حدوداً بین سال‌های ۱۸۹۷ و ۱۹۰۵ م.
موزه هنرهای زیبای بیلبائو

## هم‌چنین ببینید
- خاورگرایی